# Palçıqoba
Palçıqoba è un comune dell'Azerbaigian situato nel distretto di Xaçmaz. Conta una popolazione di 1 524 abitanti.